# Moorgrund
Moorgrund település Németországban, azon belül Türingiában. Lakosainak száma 3369 fő (2019. szeptember 30.). Moorgrund Ruhla, Bad Salzungen, Barchfeld-Immelborn, Bad Liebenstein, Marksuhl, Ettenhausen an der Suhl és Tiefenort községekkel határos.

## Népesség
A település népességének változása:
| Lakosok száma | 3421 | 3351 | 3369 |
|               | 2014 | 2017 | 2019 |